# Старообрядницька церква Покрова Святої Богородиці

## Історичні відомості
У 1825 році росіяни старообрядці поморці (беспоповці), що оселились у Житомирі в 20-х роках XIX століття в урочищі Каракулі, купили у місцевого купця Карпельова будинок, у якому організували молебню. На іншому березі річки Кокорічанки розташували общинне кладовище.
Житомирський купець першої гільдії, старообрядець Кипріян Аврамович Ляшков, який був головним підрядником на будівництві Спасо-Преображенського кафедрального собору в Житомирі, домігся дозволу на використання будівельних лісів, розібраних після завершення будівництва собору, як будматеріал для реконструкції та розширення старообрядницької церкви. У 1875 році він дотримав дозвіл імператора Олександра II на пристрій купола над церквою. Того ж року Ляшкова обирають міським головою. У 1884 році отримано дозвіл на будівництво господарських споруд. З риштування також був прибудований притвор церкви, розширено сам молитовний зал і зведено купол з хрестом восьмикінечної форми (вперше в історії Російської імперії).
У 1906—1908 роках на кошти громади була побудована школа для дітей старообрядців (зараз — вечірня школа № 1). А в 1914 році була зведена 21 метрова цегляна дзвіниця.